# Bogislaw Ulrich von Puttkamer

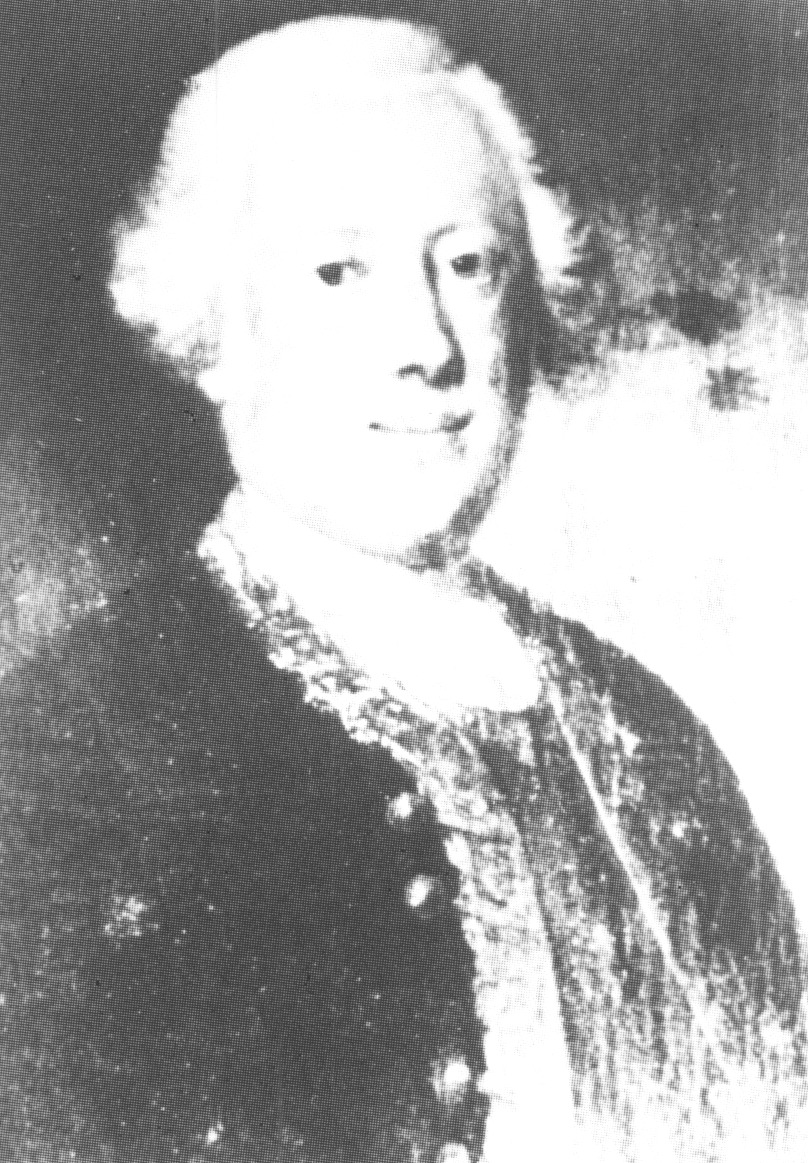
Bogislaw Ulrich von Puttkamer (1690–1740)

Bogislaw Ulrich von Puttkamer (* um 1690; † 1740) war ein preußischer Rittergutsbesitzer und Landrat des Kreises Stolp.
Er war ein Angehöriger des pommerschen Adelsgeschlechts Puttkamer. Sein Vater Georg Lorenz von Puttkamer hatte 1686 die Rittergüter Deutsch Karstnitz und Benzin im Kreis Stolp erworben. Nach dessen Tod gingen sie zunächst auf Bogislaw Ulrich von Puttkamer und seinen Bruder Anshelm Friedrich über, nach einem 1714 geschlossenen Vergleich erhielt Bogislaw Ulrich von Puttkamer sie aber allein.
Ab 1709 studierte er an der Universität Halle. Von 1724 bis 1740 war er Landrat des Kreises Stolp.
Er war mit Clara Constantia von Wobeser (* 1719; † 1779), einer Tochter des preußischen Generals Georg Bogislaw von Wobeser, verheiratet. Aus der Ehe gingen zwei Söhne hervor: Georg Henning von Puttkamer, der in der preußischen Armee bis zum Generalleutnant aufstieg, und Friedrich Bogislaw von Puttkamer, der 1771 wie sein Vater Landrat des Kreises Stolp wurde.